# Duel au soleil
Pour les articles homonymes, voir Duel au soleil (homonymie).
Pour plus de détails, voir Fiche technique et Distribution.

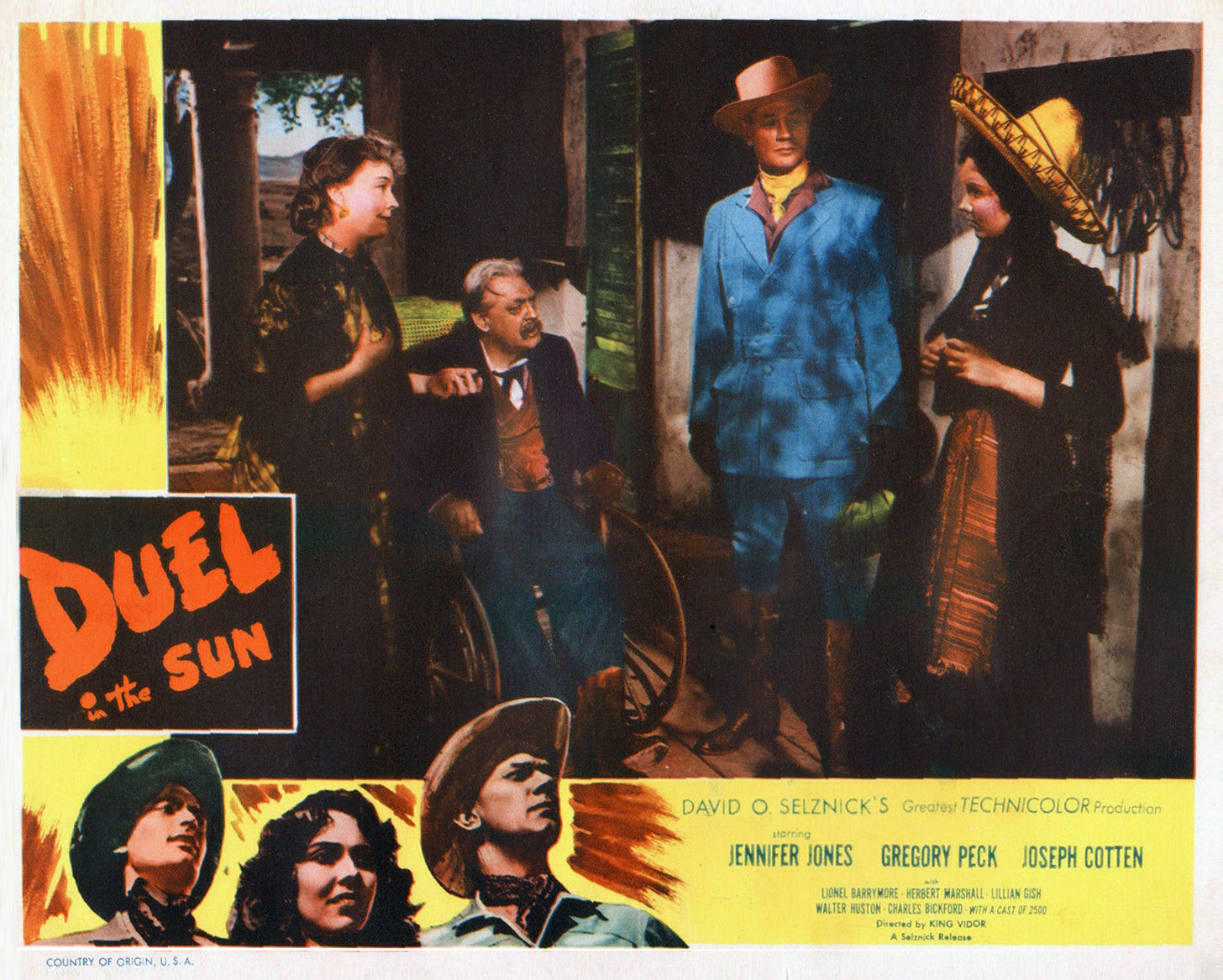
Cinemaposter.

Duel au soleil (Duel in the Sun) est un western américain en Technicolor réalisé en 1946 par King Vidor (pour la plupart des scènes) et produit par David Selznick.

## Synopsis
Scott Chavez est condamné à la pendaison pour avoir assassiné sa femme, une Indienne, et l'amant de celle-ci. Avant de mourir, il confie sa fille, Pearl, à une ancienne amie, Laura Belle McCanless, qui est installée dans un ranch texan avec son mari, Jackson, un sénateur infirme, et ses deux fils, Jesse et Lewt. En raison de son métissage, Pearl est fort mal accueillie par le père, mais elle plaît immédiatement aux deux frères.
Jesse, un gentleman, garde ses sentiments pour lui alors que son cadet, Lewt, un voyou sans scrupules, cherche aussitôt à séduire la jeune fille. Ayant promis à son père de devenir une jeune fille honorable, Pearl résiste autant qu'elle le peut mais finit par céder aux avances de Lewt ; elle devient physiquement dépendante de lui, mais Jesse ne veut en aucune façon l'épouser. Pearl choisit alors d'épouser un autre homme, Sam Pierce, qu'elle n'aime pas. Il est pauvre et plus âgé qu'elle mais il lui promet de la rendre heureuse. Ne pouvant supporter cette nouvelle, Lewt le retrouve et le tue. Désormais recherché pour meurtre, il fuit. Une nuit, de passage au ranch, il retrouve Pearl ; elle l'éconduit tout d'abord mais il parvient à la charmer. Il se cache dans sa chambre pour éviter le shérif qui le cherche. Pearl, dans un élan de passion, se propose de suivre Lewt. Mais, égoïstement, il la rejette, préférant de très loin sa liberté. Il part, la laissant en pleurs.
À la mort de Laura-Belle, Pearl est effondrée. Jesse la prend sous son aile. Lewt, ayant eu vent de cette nouvelle, retrouve Jesse et tire sur lui. Il envoie ensuite l'un de ses complices faire dire à Pearl de le retrouver pour un dernier baiser avant sa fuite. Craignant pour la vie de Jesse, elle le rejoint dans les montagnes brûlées par le soleil, sans avoir aucunement l'intention de l'embrasser. Sur place, elle lui tire dessus ; lewt riposte. Mais il est mortellement blessé. Il agonise. Touchée elle aussi à la poitrine, Pearl rassemble ses dernières forces et rampe péniblement pour le rejoindre. Lewt ne veut pas mourir solitaire, il lui dit qu'il l'aime. Ils meurent ainsi, dans les bras l'un de l'autre.

## Fiche technique
- Titre original : Duel in the Sun
- Titre français : Duel au soleil
- Producteur : David O. Selznick
- Réalisation : King Vidor, William Dieterle
- Seconde équipe : Otto Brower, Sidney Franklin, William Cameron Menzies
- Collaboration artistique : David O. Selznick et Josef von Sternberg
- Scénario : Oliver H.P. Garrett et David O. Selznick, d'après le roman Duel in the Sun de Niven Busch (1944)
- Direction artistique : James Basevi
- Décors : Joseph McMillan Johnson
- Costumes : Walter Plunkett
- Photographie : Lee Garmes, Harold Rosson, Ray Rennahan
- Prises de vues additionnelles : Allen M. Davey (non crédité)
- Musique : Dimitri Tiomkin
- Montage : Hal C. Kern, William H. Ziegler
- Société de production : The Selznick Studio
- Société de distribution : Selznick Releasing Organization
- Pays d'origine :  États-Unis
- Langue originale : anglais américain
- Format : couleur (Technicolor) — 35 mm — 1,37:1 - son : mono (Western Electric Recording)
- Genre : western, drame psychologique
- Durée: 129 min
- Dates de sortie : 
  - États-Unis : 31 décembre 1946 (première à Los Angeles)
  - France : 30 décembre 1948
- Affiche : Boris Grinsson (France)

## Distribution
- Jennifer Jones (VF : Monique Mélinand): Pearl Chavez
- Gregory Peck (VF : Marc Valbel) : Lewton "Lewt" Mc Canless
- Joseph Cotten (VF : Claude Bertrand): Jess Mc Canless
- Lionel Barrymore (VF : Jacques Berlioz) : le sénateur Jackson Mc Canless
- Herbert Marshall (VF : Richard Francoeur) : Scott Chavez
- Lillian Gish (VF : Héléna Manson) : Laura Belle Mc Canless
- Walter Huston (VF : Camille Guérini) : Sinkiller
- Charles Bickford (VF : Marcel Rainé) : Sam Pierce
- Harry Carey : Lem Smoot
- Joan Tetzel : Helen Langford
- Tilly Losch : Ehefrau
- Butterfly McQueen : Vasht
- Otto Kruger (VF : Jean-Henri Chambois) : M. Langford
- Charles Dingle : le shérif Hardy

Acteurs non crédités
- Sidney Blackmer (VF : Raymond Loyer) : l'amant de l'épouse de Scott Chavez
- Si Jenks : un invité à la réception
- Victor Kilian : un joueur
- Orson Welles : le narrateur (voix)
- Hank Worden : un danseur à la réception

## Production

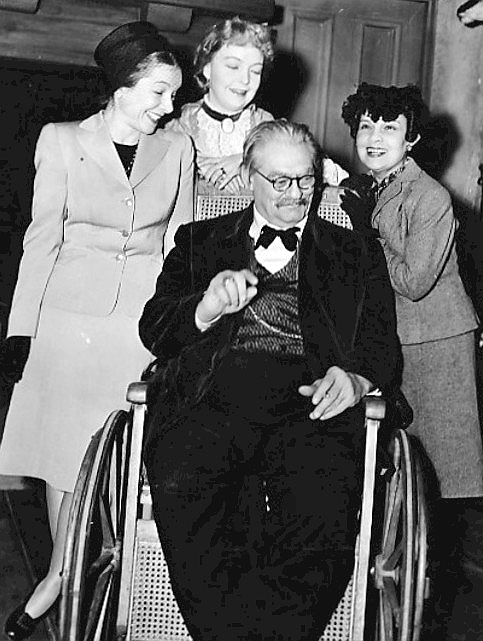
Helen Hayes (à gauche) et Anita Loos (à droite) rendent visite à Lillian Gish et Lionel Barrymore sur le plateau de Duel au soleil.

- En novembre 1944, David O. Selznick achète les droits du roman à la RKO et prévoit d'en faire un écrin pour sa star Jennifer Jones. Il engage King Vidor pour le diriger, et écrit le script lui-même d'après une adaptation du roman par Oliver H. P. Garrett. Selon des sources récentes, Selznick invente la fin où Pearl et Lewt se tuent mutuellement, alors que dans le roman Pearl tue Lewt puis rejoint Jesse. De même, plus tard, Selznick ajoute les scènes d'ouverture pour expliquer les origines de Pearl[1].

- En août 1946, peu avant la fin du tournage, des différends avec David O. Selznick forcent King Vidor à quitter le film. Selon un article du New York Times du 19 mai 1946, Selznick demande à William Dieterle de terminer le film. Bien que Dieterle soit crédité dans le programme de la première du film comme ayant dirigé un nombre important de scènes tout au long du film, par un arbitrage du syndicat des réalisateurs, Selznick est obligé d'accepter que Vidor soit seul cité comme réalisateur à l'écran. Ce programme cite aussi l'aide des réalisateurs Josef von Sternberg (comme conseiller technique "couleurs"), William Cameron Menzies et Sidney Franklin, mais sans indiquer la nature exacte de leur contribution respective[1].

- Lorsque Selznick vendit une partie de ses actifs à RKO et 20th Century-Fox, United Artists, qui avait accepté de distribuer le film, objecta que Selznick avait rompu son contrat et refusa de le faire, selon un article d'Hollywood Reporter du 2 décembre 1946. Selznick créa alors sa propre société de distribution, Selznick Releasing Organization[1].

## Distinctions
- Le film est sélectionné pour l'Oscar de la meilleure actrice (Jennifer Jones) et l'Oscar de la meilleure actrice dans un second rôle (Lillian Gish).

## Autour du film
- Jean-Luc Godard cite le film dans ses Histoire(s) du cinéma à travers une séquence d'anthologie, tout en proposant un montage alternatif, aussi épuré que singulier[non neutre].

### Critique
- « À l’origine produit par la RKO, le film atterrit chez Selznick dès qu'il fut question que Jennifer Jones joue le rôle de Pearl. Celui-ci était décidé à en faire un événement aussi retentissant qu'Autant en emporte le vent. King Vidor quitta le plateau, fut remplacé par William Dieterle, et Josef von Sternberg participa également à l'aventure. Ce qui aurait pu n'être qu'un western romantique devint, grâce à son producteur, une œuvre fulgurante, au Technicolor enflammé, où les passions sont exacerbées, prenant le pas sur une approche psychologique traditionnelle. Cette histoire d'amour fou et de femme fatale, constamment " bigger than life ", pourrait paraître exagérée, ridicule, mais la beauté du film, la puissance de la mise en scène et le talent des interprètes en font un magistral poème de désir et de mort, très audacieux pour le prude cinéma hollywoodien de l’époque. Un chef-d'œuvre. » (Aurélien Ferenczi)[2]